# Filipsberg
De Filipsberg (ook: Philipsberg) is een 50 meter hoge heuvel in de Nederlandse provincie Gelderland.
De heuvel ligt in een stuwwal in het noordelijkste deel van de Veluwe, ten zuiden van Hattem en ten noordwesten van Wapenveld.